# Buddy Faro
Buddy Faro (Buddy Faro) est une série télévisée américaine en treize épisodes de 42 minutes, créée par Mark Frost, produite par Aaron Spelling et dont seulement huit épisodes ont été diffusés entre le 25 septembre et le 4 décembre 1998 sur le réseau CBS.
En France, la série a été diffusée entre le 1er mai et le 24 juillet 2000 sur Série Club. 

## Synopsis
Le détective Bob Jones est engagé par une certaine Julie Barber afin de retrouver son « oncle » Buddy, avec lequel elle doit partager un héritage.
Cette affaire intéresse d'autant plus Jones que le disparu n'est autre que l'ancien privé Buddy Faro, véritable légende dans la profession, dont nul n'a plus entendu parler depuis des années.
Et lorsque le fameux Faro, non content de reparaître au grand jour, décide de reprendre du service dans le Los Angeles de la fin des années 1990, le choc des générations ne peut se faire sans quelques remous...

## Distribution
- Dennis Farina : Buddy Faro
- Frank Whaley : Bob Jones
- Allison Smith : Julie Barber
- Charlie Robinson : El Jefe
- Pamela Gordon : Velma Fleckner

## Épisodes
1. Un héros pas très discret (Pilot)
2. La Malédiction de Faro (The Curse of the Faro)
3. Séduit par une amnésique (Touched by an Amnesiac)
4. La Foire aux suspects (Ain't That A Kick in the Head)
5. Coucou le voilà, coucou il est mort(Now You See Him, Now He’s Dead)
6. La Playmate (Death by Airbrush)
7. Le Marchand de venin (Talk Show Heller)
8. Tel est pris qui croyait prendre (Get Me Cody Swift)
9. L'Amour à mort (The Match Game)
10. Les fous ne sont pas si dingues (The Truth is in the Trash)
11. Tara fait son cinéma (Done Away in a Manger)
12. Crime sur Internet (Charlotte's Tangle Web)
13. Qui est l'auteur ? (Who's the Muse?)